# Everything Is Expensive
Everything Is Expensive es el tercer álbum de estudio de la cantante y compositora canadiense Esthero, publicado de forma independiente el 30 de octubre de 2012.  El sencillo principal del disco titulado "Never Gonna Let You Go", fue lanzado en junio de 2012.
A pesar de su lanzamiento independiente, se acordó la distribución del álbum bajo el sello Universal Music en Canadá. 

## Recepción
Everything Is Expensive tuvo una recepción mixta y negativa por parte de los críticos. Maria Sokulsky-Dolnycky de la revista Spill, le entregó 2 de 5 estrellas al álbum, elogiando los dotes vocales de Esthero pero concluyendo que "las canciones carecen de esencia y memorabilidad", llamando al disco "deslucido en el mejor de los casos". La evaluación de Now Think Free, escrita por Anupa Mistry, fue igualmente negativa, afirmando que el álbum "es una confusa, poco entusiasta paleta para un músico quien desplegó una feroz individualidad en el pasado", aunque alabó la voz de Esthero. 2020k elogió la vulnerabilidad del disco y la ingeniería en la calidad de audio.

## Sencillos
- "Never Gonna Let You Go" fue lanzado el 5 de junio de 2012. Posteriormente se grabó un videoclip dirigido por Sean Michael Turrell y fue estrenado en la plataforma de YouTube el 17 de agosto de 2012. La canción apareció en el episodio «This is Why We Fight» de la novena temporada de la serie Grey's Anatomy, estrenada el 21 de febrero de 2013.[5]

## Lista de canciones
| N.º   | Título                                               | Escritor(es)                                                             | Duración |  |
| 1.    | «Crash (Prelude)»                                    | Esthero                                                                  | 1:48     |  |
| 2.    | «Black Mermaid»                                      | Esthero, J. Lake                                                         | 4:18     |  |
| 3.    | «Gracefully»                                         | Esthero                                                                  | 3:32     |  |
| 4.    | «You Don't Get A Song»                               | Esthero                                                                  | 3:30     |  |
| 5.    | «Walking On Eggshells»                               | Jon Levine, Anjulie                                                      | 3:31     |  |
| 6.    | «Never Gonna Let You Go»                             | Esthero, Adam Bravin                                                     | 3:52     |  |
| 7.    | «Supernatural»                                       | Esthero, Justin Trugman, C. Todd Neilsen, Krista M. Gonzales, Russel Ali | 3:27     |  |
| 8.    | «Go»                                                 | Esthero, Greg Wells, T. Lee                                              | 5:00     |  |
| 9.    | «How Do I Get You Alone»                             | Esthero, Ricky Tillo                                                     | 2:54     |  |
| 10.   | «Francis»                                            | Esthero                                                                  | 4:58     |  |
| 11.   | «Everything Is Expensive (The Kids Are Not Alright)» | Esthero, Josh Lopez, Ricky Tillo                                         | 5:33     |  |
| 12.   | «Crash» (feat. Jonah Johnson)                        | Esthero, Josh Lopez, Jonah Johnson, Sean Nelson                          | 4:00     |  |
| 13.   | «Over»                                               | Bartholomew, Tiffany Goss, Amanda Wilkinson                              | 2:18     |  |
| 48:30 |                                                      |                                                                          |          |  |

## Charts
| Chart (2012)                         | Posiciones peak |
| ------------------------------------ | --------------- |
| US Heatseekers Albums                | 13              |
| US South Atlantic Heatseekers Albums | 10              |
| US Pacific Heatseekers Albums        | 4               |